# Пепићи
Пепићи су насељено мјесто у Босни и Херцеговини, у општини Кладањ, које административно припада Федерацији Босне и Херцеговине. Према попису становништва из 1991. у насељу је живјело 206 становника.

## Становништво
| Националност | 1991. |
| Срби         | 205   |
| Хрвати       | 1     |
| Укупно       | 206   |

| Демографија | Демографија | Демографија |
| Година      | Становника  | Становника  |
| ----------- | ----------- | ----------- |
| 1991.       | 206         |             |